# Thomas Bugge
Thomas Bugge (n. 12 octombrie 1740 - d. 15 ianuarie 1815) a fost un matematician, astronom și teolog danez.
A fost profesor la Universitatea din Copenhaga, iar în 1777 a fost numit director al Observatorului Astronomic.
A contribuit la executarea celei mai reușite hărți a Danemarcei din acea epocă.
În 1798 a scris o carte de astronomie sferică, care ulterior a fost tradusă în germană.
1. ↑  Thomas Bugge, Allgemeines Künstlerlexikon Online
2. 1 2  Thomas Bugge, Dansk Biografisk Lexikon
3. 1 2  Autoritatea BnF, accesat în 10 octombrie 2015